# پادوسبانیان
پادوسپانیان یا بادوسپانیان یا بادوسپانان که با نام‌های دیگری، همانند آل بادوسپان و اُستَنداران نیز نامیده شده‌ است، طولانی‌ترین حکومت تاریخ ایران و دومین حکومت طولانی تاریخ جهان می‌باشد. پادوسپانیان سلسله‌ای بودند که از ابتدا با عنوان اسپهبد، سپس از سده پنجم تا دهم استندار و بعدتر از اواخر سده یازدهم میلادی تا سده شانزدهم میلادی با نام ملک بر رویان و رستمدار حکومت می‌کردند.
پادوسپانیان نسب خود را به ساسانیان و جاماسب ساسانی بیست و یکمین پادشاه دودمان ساسانی می‌رساندند. نامگذاری این سلسله به نام پادوسبان، پسر گیل گیلان گاوباره، که طبق افسانه‌ها به حکومت رویان رسید؛ آن هم درست زمانی که برادرش دابویه به تاج و تخت گیلان رسید، بوده است. این سلسله پس از دودمان یاماتو در ژاپن طولانی‌ترین سلسله جهان است که از ۲۲ تا ۱۰۰۶ هجری قمری (در حدود هزار سال) در رویان و اطراف آن حکومت کردند. رویان از شهرهای قدیم و تاریخی و بومی خطه تبرستان بوده‌ است. بطوریکه بزرگ‌ترین شهر تبرستان در دشت آمل و بزرگ‌ترین شهر طبرستان در کوهستان رویان کجور بوده‌است. رویان در اوایل سده هفتم با عنوان استندار یا استنداران و سپس رستمدار خوانده شده‌است و پایتخت رویان در آن زمان کجور بوده؛ که حدود رستمدار کاملاً قابل انطباق با حدود خاک رویان بوده و شهر قدیم کجور (به فاصله سه کیلومتری از شهر جدید کجور و در دامن کوه) از شهرهای معظم آن بوده‌است. یاقوت حموی، رویان را کرسی منطقه کوهستانی طبرستان و آمل را کرسی منطقه جلگه‌ای و اراضی پست ساحلی یاد کرده و قید نموده که در رویان ساختمان‌های خوب و باغستان‌های پر میوه وجود داشته و نزدیک رویان (یا کلار) شهر سعید آباد واقع است. هرچند که رویان در دوره تسلط دابویگان (شاخه دیگر گاوبارگان) عملاً تحت تسلط آنها بوده‌است بطوریکه دابویگان به پایتختی ساری، بر رویان و زمین‌های جلگه‌ای طبرستان تا تمیشه تسلط داشتند. پادوسبانیان در آغاز لقب اسپهبد داشتند. از آنجا که نواحی کوهستانی رویان را در تصرف داشتند، بدین جهت آنها را استندار نیز خوانده‌اند که به معنی فرمانروای کوهستان است چه استان به زبان طبری کوه را گویند. بعدها به ابتدای نام خود ملک را می‌افزودند پایتخت پادوسبانان  کجور بود.

## ریشه‌شناسی نام
1. نام نخست این دودمان برگرفته از بنیان‌گذار و نخستین اسپهبد آن، پادوسپان پور گیل‌گاوباره، است.[۲۳] بنا بر افسانه، وقتی دابویه، برادر گیل گاوباره جای او بر تخت پادشاهی گیلان را گرفت، او برای حکومت به رویان آمد.[۲۴] ولی به املاها و شکل‌های گوناگونی ثبت شده‌است؛ «پادوسپانیان»، «بادوسپانان»، «فاذوسفانیان»، «پاذوسپانیان»،[۲۵] «پادوسبانیان»، «آل پادوسپان» و غیره.[نیازمند منبع] این نام از واژه پهلوی «پات کوسپان» گرفته شده که خود مرکب از «پات کوس» به معنی سرزمین، و پسوند «پان» به معنی دارنده و نگاهبان است. تئوفیلاکتوس، مورخ بیزانسی سده هفتم میلادی، آن را به «کلیماتارکس» (حاکم) ترجمه کرده‌است. در زمان ساسانیان گاهی ایرانشهر (ساسانیان) به چهار ناحیه و از روی چهار جهت اصلی، تقسیم می‌شد که در رأس هر کدام یک «پات‌کوسپان» یا «پاذوسپان» قرار داشته‌است. به گفتهٔ تووما آرتسرونی، مورخ ارمنی، فرستادگان خلیفه به ارمنستان را «پات گوسپان» می‌نامیدند. به گفتهٔ طبری، مورخ اسلامی، زمانی که مسلمانان به اصفهان حمله کردند، نام «مَلِکِ اصفهان» «فاذوسفان» بود؛ اما گویا فاذوسفان در اینجا عنوان بوده‌است نه نام، مانند واژه «اُسْتَندار» که باز به همین مناسبت در طبری ذکر شده. به باور مارکوارت این شخص شاید فاذوسفانِ «نیمروز» بوده‌است.[۲۶] همچنین به این خاندان در دوره‌های پسین، نام «استنداران»، «آل استندار» و «ملکان رویان» و «ملکان رستمدار» نیز داده‌اند.[نیازمند منبع]
2. نام «پادوسپانیان» یا «بادوسپانیان» از ترکیب دو بخش «پاد» و «اسپان» (یا «وسپان») ساخته شده‌است. جزء نخست، «پاد»، ریشه در واژهٔ اوستایی و پارسی باستان «pati» دارد که به معنای «سرور»، «نگهدارنده» یا «فرمانروا» است.[۲۷] این واژه در سانسکریت نیز به صورت «pati» به معنی «مالک» یا «فرمانروا» دیده می‌شود.[۲۸] جزء دوم، «اسپان»، از واژهٔ فارسی میانهٔ «اسپه‌بان» گرفته شده‌است که به معنی «فرمانده سپاه» است؛ خود این واژه از «اسپه / سپاه» و پسوند «-بان» (به معنی نگهبان یا فرمانده) تشکیل شده‌است.[۲۹] در نتیجه، واژهٔ «پادوسپان» به‌معنای تقریبی «فرمانروای سپاه» یا «فرمانده کل» بوده‌است. احتمال دارد این عنوان در ابتدا برای حکام نظامی یا محلی تبرستان استفاده شده‌ و سپس به‌عنوان نام یک سلسله موروثی درآمده باشد.[۳۰]

## حاکمان پادوسپانی
دورهٔ حکومت دودمان پادوسپانی را بر اساس لقب حاکمان آن، به چند بازه تقسیم می‌کنند؛ اسپهبدان، استنداران، ملکان و در پایان دورهٔ ملکان این خاندان به دو قلمرو ملکان نور و ملکان کجور تجزیه شدند.

### اسپهبدان
شجره‌نامه‌ای که حاکمان این خاندان به پادوسپان یکم رسیده و از این طریق به پادشاهان ساسانیان و حاکمان پیشدادیان و نهایتاً آدم ابوالبشر می‌رسد. ویلفرد مادلونگ در دانشنامه ایرانیکا بخش‌های نخست این تبارنامه را افسانه‌ای و مردود دانسته‌است. او همچنین معتقدست هیچ مدرکی به جز شجره‌نامه‌ای که ظهیرالدین مرعشی گزارش کرده، اطلاعاتی از این خاندان پیش از سده چهارم ارائه نمی‌کند و در سده پنجم هم رویان در قلمرو علویان طبرستان بوده و اشاره‌ای به استنداران در این بازه زمانی وجود ندارد.
پادوسپان پسر کوچک‌تر گیل گاوباره (حاکم وقت طبرستان و گیلان) بود. او از برادر بزرگ‌ترش، دابویه، که بعدتر جانشین گیل گاوباره در حکومت شد و نه سال پس از درگذشت یزدگرد و انقراض ساسانیان، در سال ۴۰ هجری پادوسپان به حکم پدر به رویان رفت و فرمانروای آن ناحیه شد. بدین ترتیب دودمان پادوسپانی در سال ۴۰ هجری آغاز شد و با مرگ پادوسپان در ۷۰ هجری، خورزاد یکم آن را ادامه داد.هرچند که رویان در دوره تسلط دابویگان (حاکمان از نسل دابویه)، عملاً تحت تسلط آن‌ها بوده‌است و آن خاندان بر رویان و زمین‌های جلگه‌ای طبرستان تا تمیشه تسلط داشتند. در زمان پادوسپان پور خورزاد آخرین اسپهبد دابویگان، به نام اسپهبد خورشید، درگذشت و اعراب نواحی جلگه‌ای طبرستان را فتح کردند. پس از آن، شهریار، در حالی که پدرش پادوسپان دوم هنوز در قید حیات بود، اسپهبد بعدی پادوسپانیان شد. در این دوره شهریار یکم به شورش طبرستان ملحق شده و در قتل‌عام عرب‌های ساکن طبرستان کمک کرد. پسر او، وندا امید، هم پس از رسیدن به اسپهبدی رویان، به سیاست‌های مقابله با خلافت ادامه داد، اما نهایتاً دین اسلام را پذیرفت و جانشین او عبدالله نام دارد. عبدالله از علوی‌ها که مخالف خلافت بودند، درخواست کمک برای قیامی جدید کرد و بدین ترتیب داعی کبیر را در تأسیس علویان طبرستان یاری داد. علی‌رغم درگیری‌های پیاپی علویان طبرستان با گروه‌های مخالف و نبردهای متعدد این دوره، اسپهبدان بعدی پادوسپانی (آفریدون، پادوسپان سوم، شهریار دوم، شهریار سوم و محمد یکم) توانستند قلمرو خود در مناطق کوهستانی رویان را حفظ کنند.

### استنداران
در سال ۳۳۳ هجری نخستین حاکم پادوسپانی که لقب خود را به «استندار» تغییر داد، به حکومت رسید. نام استندار نخست دقیقاً مشخص نیست؛ اما او با وشمگیر (امیر زیاری) و الثائربالله (علوی شورشی) و همچنین شهریار دوم باوندی (اسپهبد باوندیان)، معاصر بود و در یکی از درگیری‌های این دوره توانست برای مدتی شهر آمل را تصرف کند و در این شهر سکه به نام خود ضرب کرد. پس از آن، زرین‌کمر یکم و باحرب استندار شدند که هر دو با آل بویه وصلت کردند و سرانجام در زمان اردشیر یکم بود که طغرل بیگ به طبرستان لشکر کشید، ولی به قلمرو پادوسپانیان خللی وارد نکرد. به همین ترتیب، نماور یکم و هزار اسپ یکم نیز بدون تعرض دیگر حاکمان همجوار حکومت یافتند. در دوره هزار اسپ یکم اسماعیلیان الموت به دست حسن صباح در جوار پادوسپانیان قدرت یافتند و هزار اسپ با خواهر کیا بزرگ امید (جانشین صباح) ازدواج کرد.
علی‌رغم فهرست استنداران و اسپهبدانی که ظهیرالدین مرعشی ثبت کرده‌است، قدیمی‌ترین شواهدی که از وجود دودمان پادوسپانی وجود دارد، سکه‌های کشف شده از سال‌های ۵۰۲ تا ۵۰۴ هجری قمری (برابر ۱۱۰۸ تا ۱۱۱۱ میلادی) هستند که نشان می‌دهند شخصی به نام «ناصر الدوله شرف‌الدین نصر بن شهریوش» در رویان و کجور حکومت می‌کرد و تحت تبعیت سلطان محمد تپر از سلجوقیان بوده‌است. اما هیچ نامی از نصر بن شهریوش در تاریخ طبرستان نیامده و نخستین کسی که در منابع مکتوب شهریوش نامیده شده، چند سال بعد از این تاریخ در صحنه حاضر می‌شود.
در زمان استنداری شهریوش، باوندیان به رهبری اسپهبد شاه غازی رستم قدرت بسیاری یافتند و پس از آن که توانستند با اتکا به نیروی نظامی خود شهریوش را مطیع نمایند، از او در برابر اسماعیلیان استفاده می‌نمودند. با درگذشت شهریوش، برادر او به نام کیکاووس به قدرت رسید که مطیع شاه‌غازی رستم بود و شاه غازی گیلان را به قلمرو او افزود و از این پس گیل و دیلم در حیطهٔ پادوسپانیان درآمد. کیکاووس یک بار علیه رستم شورید ولی مجدداً برتری او را پذیرفته و تقاضای عفو نمود. او همچنین پس از مرگ رستم شاه‌غازی به حمایت از جانشینان او پرداخته و متحد باوندیان باقی ماند. چون کیکاووس پسری نداشت که جانشینش شود، تنها نوهٔ پسرش را به دربار باوندی فرستاد و پس از مرگش، برادرزادهٔ او، هزار اسپ دوم پسر شهرنوش، استندار شد.
در سال ۵۶۸ هجری اردشیر یکم باوندی به خاطر حمایت‌های هزار اسپ از اسماعیلیه، او را کشت و کمک کرد تا زرین‌کمر دوم به استنداری برسد. از این پس تاریخ طبرستان اثر ابن اسفندیار گزارشی دربر ندارد و زین پس، تا میانه‌های سده هشتم هجری منبع دیگری غیر از تاریخ رویان که اثری خلاصه و ضعیف از اولیاءالله آملی است، نداریم. پس از زرین‌کمر پسرش، بیستون یکم، جانشین شد و در این دوره خوارزمشاهیان توانستند مازندران را فتح کنند، ولی به قلمرو پادوسپانیان کاری نداشتند و شورش گیلانیان هم توسط بیستون سرکوب شد. ناماور دوم هم با شورش‌هایی روبرو شد ولی به کمک دربار خوارزمشاهیان توانست به قدرت بازگردد ولی هم‌زمان حمله مغول به ایران موجب انقراض آن خاندان شد و یکی از شاهزادگان خوارزمی مدتی به او پناه آورد. اردشیر دوم پادوسپانی جانشین ناماور دوم شد و در دیلم سکنا گزید، در حالی که برادرش، اسکندر (که نوهٔ دختری خوارزمشاه بود)، در ناتل اقامت داشت. از این دوره پادوسپانیان با شاخهٔ جدید حکومت باوندیان قرابت یافتند.
شهرآگیم در سال ۶۴۳ هجری به جای اردشیر بنشست. او در مقابل شورشیان گیلانی شکست‌هایی خورده و نهایتاً در این دوره نمک‌آبرود مرز غربی پادوسپانیان شد. شهرآگیم با باوندیان وصلت داشته و اسپهبد محمد باوندی، با دختر او ازدواج کرده بود و از او پیروی می‌کرد. این دو طی فتح قلعه گردکوه توسط ایلخانان، برای کمک به محاصره کردن فراخوانده شدند ولی پس از مدتی محاصره را رها کرده و به سرزمین‌های خود بازگشتند و این موجب تهدیداتی از سوی ایلخانان شد. ایلخانان نهایتاً محمد باوندی را کشتند و رستمدار را غارت کردند. شهرآگیم ناچار به پذیرش اطاعت ایلخانان شد ولی حاضر نشد علی‌رغم اصرار آنان، به دربارشان رود. پس از او به ترتیب ناماور سوم، شاه کیخسرو و محمد دوم به استنداری رسیدند که هر سه معاصر ایلخانان و باوندیان بودند و با آنان روابط حسنه داشتند. در میان اینان شاه کیخسرو به داشتن فرزندان زیاد شهره بوده و معروف بوده که صد بچه داشته. پس از ایشان شهریار چهارم، که فردی نظامی و جنگاور بود، آخرین استندار پادوسپانیان شد و با لشکرکشی‌های فراوان و جمع خزائن موجب آبادانی رستمدار شد. او در سال ۷۲۵ کشته شد.

### ملکان

جلال‌الدوله اسکندر، در دوران ملوک‌الطوایفی، با فتح دیلمان و قومس، مرزهای قلمرو پادوسبانی را به اوج خود رسانید.

تاج‌الدوله زیار و پسران و اخلافش با لقب «مَلِک» حکومت داشتند. پس از زیار پسر بزرگ‌ترش به نام جلال‌الدوله اسکندر به مملکت دست یافت و این معاصر با قیام سربداران بود. امیر مسعود سربداری در این دوره به طبرستان لشکر کشید و اتحاد اسکندر و حسن دوم باوندی توانستند این حمله را دفع کرده و امیر سربداری را بکشند. پس از آن کیا افراسیاب چلاوی اسپهبد باوندی را به قتل رسانده و حکومت آمل را قضب کرد و ملک اسکندر سعی کرد به فرزندان حسن باوندی کمک کند که به حکومت بازگردند ولی موفق به این کار نشد و در نبرد میراناده شکست خورده و عقب نشست. البته پس از شکست خوردن چلاویان از حامیان میربزرگ در نبرد جلالک مارپرچین، حکومت آمل بار دیگر تغییر کرده و مرعشیان به قدرت رسیدند. پادوسپانیان در دوران فخرالدوله شاه‌غازی (برادر و جانشین اسکندر) با مرعشیان دشمنی و رقابت داشتند و این دشمنی در زمان ملک قباد در سال ۷۸۳ هجری به نبرد لکتر انجامید که در آن ملک پادوسپانی کشته شد و قلمرو پادوسپانیان توسط مرعشیان فتح شد.
سعدالدوله توس (کوچک‌ترین پسر ملک زیار) مدتی بعد توانست به دست تیمور گورکانی به قدرت برسد و سرزمین‌های موروثی را از مرعشیان بازپس گیرد. تیمور همچنین سادات مرعشی را به ماورالنهر تبعید کرد. از این پس پادوسپانیان تحت‌الامر تیموریان شدند. پس از ملک طوس، پسرِ برادرزاده‌اش به نام ملک کیومرث یکم، که پیش‌تر مقیم قلعهٔ نور بود، قلمرو او را تصرف کرد. کیومرث با خدعهٔ فرستادهٔ شاهرخ تیموری، در سال ۸۰۶ هجری قلمرو خود را از دست داد و به امید کمک دیگر شاهزادگان تیموری به شیراز فرار کرده‌بود ولی توانست خود را به نور بازگرداند و به عنوان فردی نانشناس و با لباس مبدل وارد کاخ شده و سر نایب تیموری را بریده و از اهالی دژ خواست دیگر ترکان قلعه را بکشند. سپس سراسر رویان را تصرف نمود و به دستور او مذهب شیعه امامیه برای اهالی قلمرو او اجباری شد. کیومرث لشکرکشی‌های متعدد و بسیاری داشت و با امیران مرعشی، گورکانی و کیایی در نزاع و رقابت بود. قلمرو وی گاه به سمنان و کومس هم می‌رسید و طالقان و قصران را شامل می‌شد. با درگذشت ملک کیومرث در سال ۸۵۷ هجری، فرزندان او دچار اختلافات شدیدی شدند و جنگ‌های داخلی موجب تجزیهٔ دائم قلمرو پادوسپانیان گشت.

#### تجزیه و فروپاشی

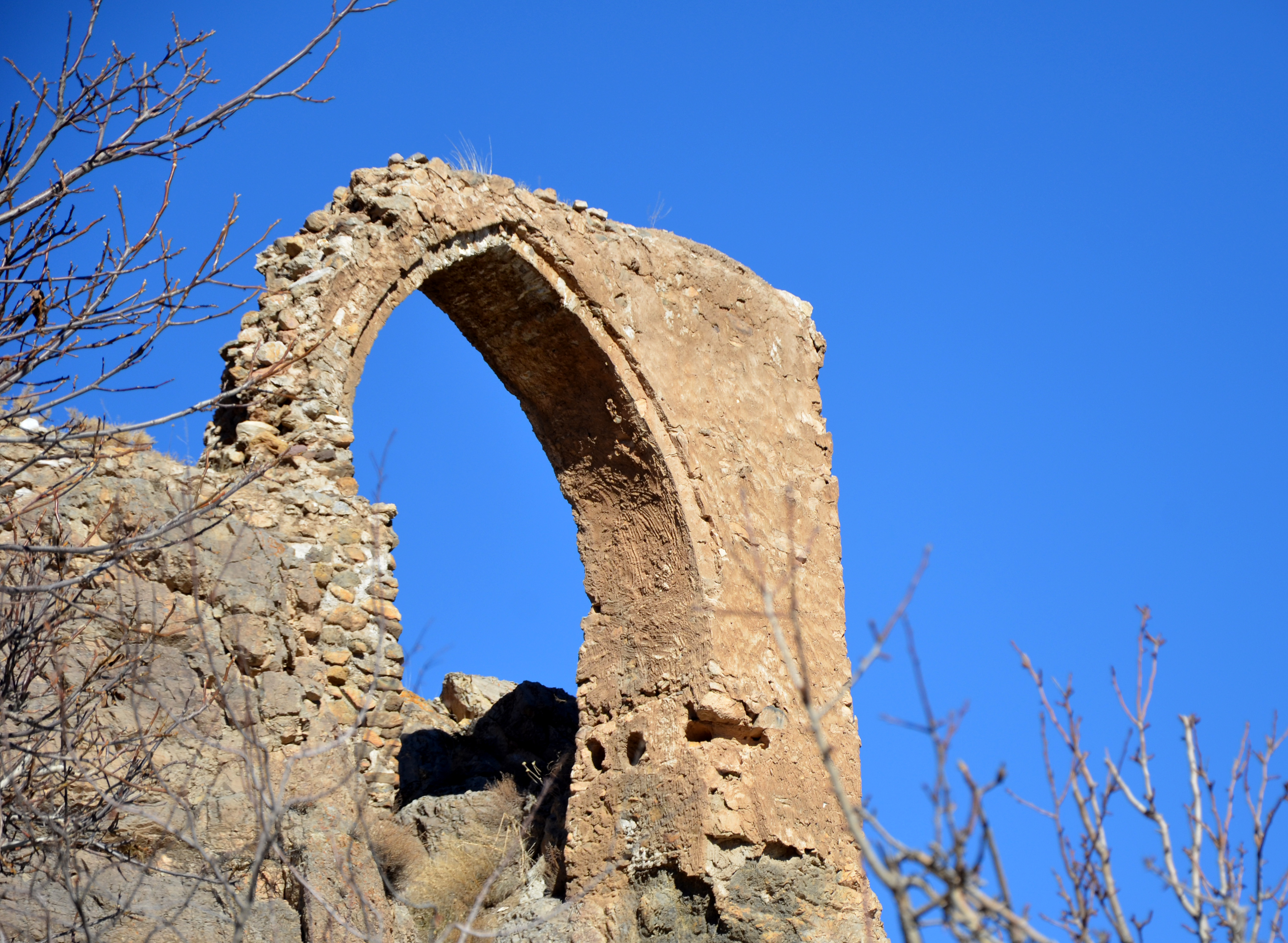
قلعه نور، در کوه‌های بلده، پایتخت ملکان نور بود.

درسال ۸۳۰ میان ملک کیومرث رستمدار حاکم رویان (کلارستاق، کجور و نور) با حکام کیایی گیلان دشمنی سخت پدید آمد و در نهایت ملک کیومرث رستمدار با حمایت اهالی کجور و کلارستاق در سال ۸۳۱ قمری به سرزمین کیاییان گیلان حمله نموده و منطقهٔ تنکابن را فتح نمود و عمارت خاصه سید داوود کارکیا را آتش زده و برخی از حامیان کیاییان را به قتل رساند کیاییان ناحیه تنکابن را به او واگذار نمودند ملک کیومرث بین سال‌های ۸۰۷ تا ۸۵۷ قمری بر رویان حکومت راند و مرزهای حکومت ملک کیومرث از شرق تا لاریجان آمل و از غرب تا تنکابن و از جنوب تا طالقان امتداد می‌یافت.
پس از ملک کیومرث حکومت او بین دو پسرش کاووس و اسکندر تقسیم گشت. ملک اسکندر و هشت تن از نوادگان اسکندر به مرکزیت کُجور بر کجور و کلارستاق حاکم گشتند به شاخهٔ کجور مشهور گشتند و ملک کاووس و نه تن از نوادگان او به مرکزیت ناتل (پایتخت زمستانی) و بلده (پایتخت تابستانی) بر نور و لاریجان حاکم گشتند که به شاخهٔ نور مشهور گشتند.
این دو سلسلهٔ خویشاوند از سال ۸۵۷ تا ۱۰۰۶ اوسط عصر صفوی بر رویان و رستمدار (نور، کجور و کلارستاق) حکومت نمودند و با جنگ‌های پی‌درپی اوضاع منطقه را برهم زدند و طولانی‌ترین سلسلهٔ جهان آن روزگار را به افول کشیدند.
در سال۸۵۷ هجری قمری با مرگ ملک کیومرث یکم پسران وی که هشت تن بودند بر سر جانشینی اختلاف داشتند. در میان این برادران نام دو تن ملک کاووس و ملک اسکندر بود که بر سر جانشینی اختلاف بسیار داشتند.
ملک کاووس با حکام قره‌قویونلو ارتباط بسیار نزدیکی داشت و از این طریق مردم نور را تابع خود ساخت؛ ولی ملک اسکندر با کمک چند تن از برادرانش به حکومت لاریجان و اطراف آن رسید. سپس میان دو برادر جنگی درگرفت که ملک کاووس به کمک زمامداران گیلان در آن جنگ پیروز شد. ملک اسکندر نیز در زندان کاووس اسیر شد. کاووس نیز با این شرط که اسکندر هیچ وقت به سرزمینش تجاوز نکند، او را بخشید و آزاد کرد.
مدتی گذشت و دوستداران ملک اسکندر با این بهانه که از خشم ملک کاووس می‌ترسند و مردم منطقه از وی تنفر دارند، از زمامداران گیلان درخواست کمک کردند و قول همکاری گرفتند؛ ولی ملک کاووس حاضر نبود که رستمدار را تحویل ملک اسکندر دهد؛ بنابراین چون نمی‌توانست با ملک اسکندر مقابله کند فرار کرد و اسکندر رستمدار را برگرفت.
مدتی اینگونه گذشت و دوباره ملک کاووس علیه برادرش لشکرکشی نمود. این بار ملک اسکندر تصمیم گرفت با آشتی کار را به اتمام به پایان رساند ملک کاووس باز هم علیه اسکندر شورید ولی نتیجه‌ای نداشت زیرا ملک اسکندر حامیان بسیاری داشت.
سرانجام در محرم سنه ۸۷۱ هجری دو برادر بار دیگر صلح نمودند ولی نه ماه و چهارده روز بعد ملک کاووس وفات یافت. از این به بعد حکام پادوسبانی در دو شاخه نور و کُجور حکومت کردند. اما این پادشاهان اقتدار کافی را نداشتند و این باعث شد از مرگ کاووس تا پایان انقراض پادوسبانیان ۱۳۵سال حکومت پادوسبانیان بسیار کوچک و بی‌تاثیر باشد.
در آخر سلسله پادوسبانیان در سال ۱۰۰۶ هجری قمری توسط شاه‌عباس صفوی نابود شد.

## میراث
پس از فروپاشی سلسله پادوسبانیان خاندان پادوسبانی گوشه‌نشین شدند و در سرزمینشان مثل دیگر عوام به دامپروری و کشاورزی پرداختند ولی هیچگاه اصالت خود را فراموش نکردند و هنوز هم مردم این خاندان شجره‌نامه پدرانشان را در دست دارند و فرزندان خود را به نام شاهان پادوسبانی می‌نامند یکی از معروفترین افراد این خاندان که پس از فروپاشی سلسله پادوسبانیان مطرح گردید، نیما یوشیج بود. وی در ابتدا «علی اسفندیاری» نام داشت و از خاندان اسفندیاری نور بود، لیکن نامش را به اسم یکی از شاهان پادوسبانی نیما گذاشت و نام خانوادگی خود را از نام روستای یوش برگزید.در سال ۱۳۱۹ رساله انساب خانوادگی از خاندان بهزادی که از نسل ملک کیومرث اول هستند، منتشر شد که روی جلد آن عکسی از «آرامگاه اسفندیار بن کاووس بن کیومرث» چاپ شد.
همچنین خاندان فرامرزی هم جزو این خاندان هستند. پس از فروپاشی سلسله پادوسبانیان این خاندان گوشه‌نشین شدند و در سرزمینشان مثل دیگر عوام به دامپروری و کشاورزی پرداختند ولی هیچگاه اصالت خود را فراموش نکردند.
بازماندگان آنها در روستاهای بلده هستند.